# روی مینتون
روی مینتون (انگلیسی: Roy Minton) نویسنده و نمایشنامه‌نویس اهل انگلستان است.
از فیلم‌ها یا مجموعه‌های تلویزیونی که وی در آن‌ها نقش داشته‌است، می‌توان به تفاله اشاره نمود.